# مصطفى شكشك
مصطفى ياسر شكشك (مواليد 6 أبريل 2000) هو لاعب كرة قدم مصري ( السنبلاوين )يلعب في مركز المدافع في نادي إنبي.